# Tegyrios
Tegyrios (altgriechisch Τεγύριος Tegýrios) war in der griechischen Mythologie König der Thraker.
Er nahm den verbannten Eumolpos bei sich auf, dessen Sohn Ismaros die Tochter von Tegyrios heiratete. Als Eumolpos ihn jedoch vom Thron stürzen wollte, wurde er von Tegyrios des Landes verwiesen.
Im Sterben vergab Tegyrios ihm jedoch und vermachte ihm sein Königreich.